# Tomorrow Is the Question!
Tomorrow Is the Question! (sottotitolo The New Music of Ornette Coleman) è il secondo album di Ornette Coleman, pubblicato nel 1959.

## Descrizione
Venne registrato tra il gennaio e il marzo del 1959 ed è l'ultimo album registrato da Coleman per la Contempory prima del passaggio alla Atlantic Records dei fratelli Ertegun nello stesso 1959.
In questo disco non è presente il pianoforte, nel precedente Something Else!!!!  era stato obbligato ad inserirlo per contratto.

## Accoglienza
| Recensione                          | Giudizio     |
| ----------------------------------- | ------------ |
| AllMusic                            | [ 3 ]        |
| Yahoo! Music                        | (favorevole) |
| The Rolling Stone Jazz Record Guide | [ 5 ]        |
| Tom Hull                            | B+           |
| Piero Scaruffi (Austin Krentz)      | 6/10         |

Generalmente, l'album ebbe recensioni più favorevoli rispetto al precedente Something Else!!!! che aveva suscitato non poche perplessità tra gli addetti al settore.

## Distribuzione
Pubblicato originariamente come LP dalla Contemporary Records,   in seguito con l'acquisto del catalogo Contemporary da parte della Fantasy Inc., l'album venne ristampato (nel 1991) nella collana Original Jazz Classics.

## Tracce
Lato A
Testi e musiche di Ornette Coleman.
1. Tomorrow Is the Question! – 3:09 – Registrato il 9-10 marzo 1959
2. Tears Inside – 5:00 – Registrato il 9-10 marzo 1959
3. Mind and Time – 3:08 – Registrato il 9-10 marzo 1959
4. Compassion – 4:37 – Registrato il 9-10 marzo 1959
5. Giggin' – 3:19 – Registrato il 9-10 marzo 1959
6. Rejoicing – 4:04 – Registrato il 9-10 marzo 1959

Lato B
Testi e musiche di Ornette Coleman.
1. Lorraine – 5:55 – Registrato il 16 gennaio 1959
2. Turnaround – 7:55 – Registrato il 23 febbraio 1959
3. Endless – 5:18 – Registrato il 23 febbraio 1959

## Formazione

### Musicisti
Tomorrow Is the Question! / Tears Inside / Mind and Time / Compassion / Giggin' / Rejoicing
- Ornette Coleman – sassofono contralto
- Don Cherry – tromba
- Percy Heath – contrabbasso
- Shelly Manne – batteria

Lorraine / Turnaround / Endless
- Ornette Coleman – sassofono contralto
- Don Cherry – tromba
- Red Mitchell – contrabbasso
- Shelly Manne – batteria

### Produzione
- Lester Koenig – produttore
- Registrazioni effettuate il 16 gennaio, 23 febbraio e nella notte tra il 9 e 10 marzo 1959 al "Contemporary's Studio" di Los Angeles (California)
- Roy DuNann – ingegnere delle registrazioni
- Roger Marshutz – foto copertina album originale
- Guidi/Tri-Arts – design copertina album originale
- Nat Hentoff – note retrocopertina album originale [8]